# Rijnwoude

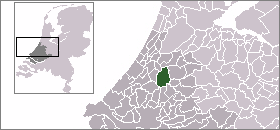
läge i Zuid-Holland

Rijnwoude var en kommun i provinsen Zuid-Holland i Nederländerna. Kommunens totala area var 57,85 km² (där 1,17 km² är vatten) och invånarantalet var på 18 986 invånare (2004). Kommunen gick 1 januari 2014 upp i Alphen aan den Rijn och upphörde därmed som kommun.